# TRT Türk
TRT Türk est une chaîne d'information en continu publique turque appartenant à la Radio-télévision de Turquie (TRT). Lancée en 2009, elle remplace la chaîne TRT Int, qui proposait un contenu plus généraliste.

## Présentation
TRT Avrasya est diffusée à partir du 1er juillet 1992 par le satellite Turksat, et s’adresse à l’ensemble des populations de langues turques, aussi bien en Turquie, qu’en Europe pour les émigrés turcs, qu’en Asie pour les autres populations turcophones d’Asie centrale. Elle est un des outils du volet culturel de la politique panturque de la TIKA, agence de coopération turcophone. Elle couvrait une aire de 100 millions de turcophones.
Le 12 avril 1997, elle devient TRT Int et consacre ses programmes aux émigrés turcs et à tous les turcophones dans le monde entier.
Le 21 mars 2009, la Radio-télévision de Turquie lance deux nouvelles déclinaisons internationales : TRT Türk, à destination du monde entier, et TRT Avaz, dédiée aux pays turcophones. La première partage initialement son canal avec TRT Int mais cette dernière est finalement supprimée le 8 mai 2009.

## Programmes
TRT Türk est une chaîne publique turque diffusée dans sa langue (le turc) à travers le monde entier. Sa programmation se base essentiellement sur l'information. Elle se veut mondiale au même titre que les chaînes d'informations célèbres telles que BBC World ou CNN.

## Diffusion
TRT Türk est diffusée dans le monde entier en turc et en clair sur la plupart des satellites du monde. Elle est également intégrée au bouquet Digiturk, Kabelkiosk, en France sur Freebox TV, SFR TV (anciennement Neufbox puis Numericable) et D-Smart, ainsi qu'en Suisse sur naxoo.